# Anselmus Boetius de Boodt
Anselme Boece de Boodt, Anselmus Boetius de Boodt (Bruges 1550 - 21 juin 1632) est un humaniste flamand ; naturaliste, il est médecin et gemmologue ; il portait le titre de chanoine gradué de la cathédrale Saint-Donatien à Bruges.

## Bibliographie

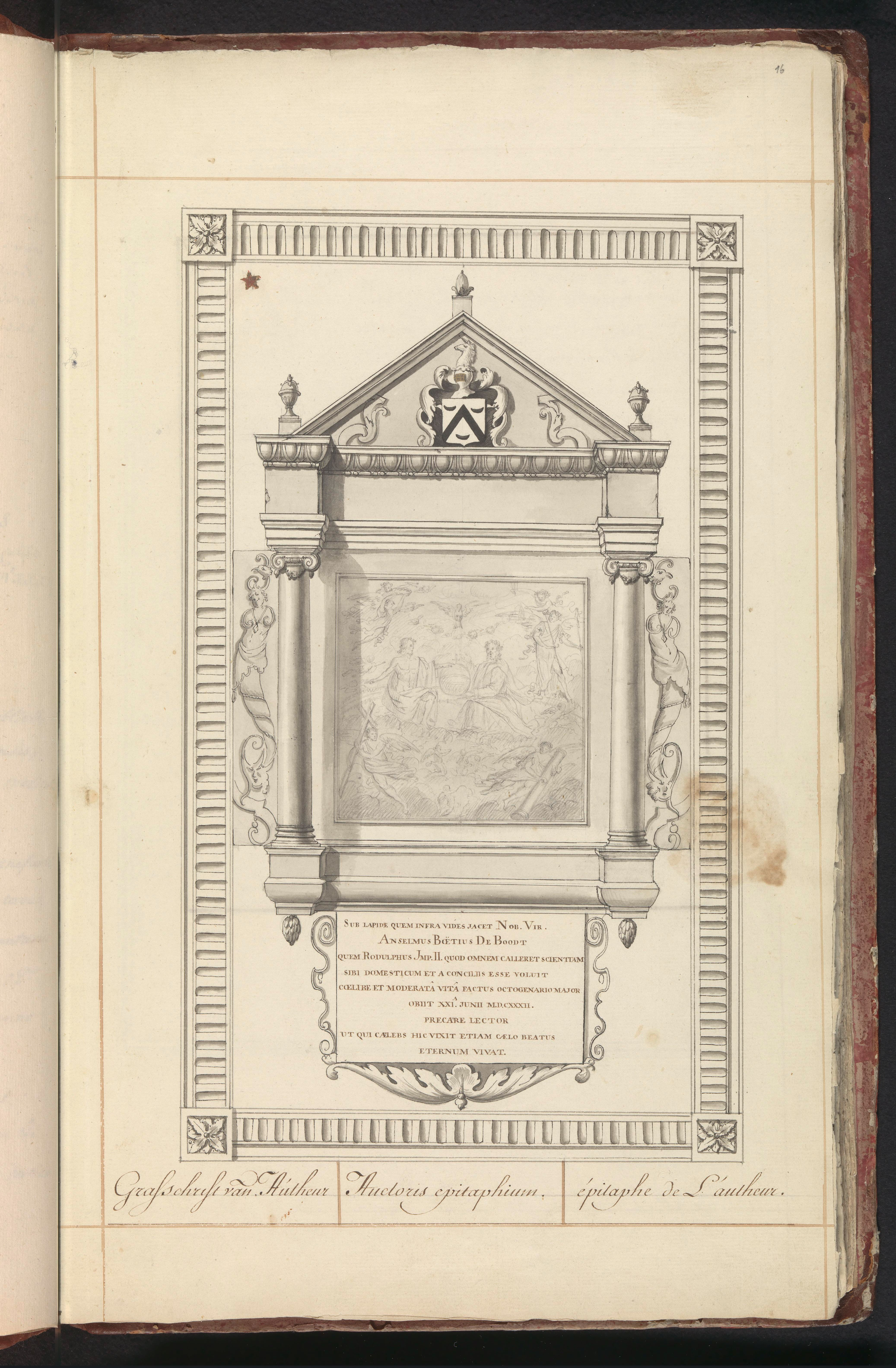
Epitaphe de Anselme de Boodt

## Biographie
Né dans une famille aristocratique catholique aisée issue du commerce maritime, de Boodt commence des études de droit à la faculté des Arts de l’Université de Louvain, il y est inscrit en 1567 ; c'est dans le même intervalle qu’il aurait été licencié en médecine également à Louvain. Par la suite il devient licencié en droit canon et en droit civil à l’Université d’Orléans le 28 novembre 1575. Il est inscrit de manière catégorique à l’Université d’Heidelberg au début 1579 pour y recevoir l'enseignement de Thomas Erastus (1524 – 1583). En 1583, il est médecin auprès du burgrave Guillaume de Rosenberg. Dès l’année suivante il est nommé médecin à la cour de l'Empereur Rodolphe II et y devient son gemmarius- gemmologue – cum privilegio exercendi praxim.
L'évêque de Bruges lui offre le 11 février 1584, une sinécure en l’occurrence celle de chanoine de la cathédrale de Saint-Donatien, Donaaskathedraal. Il ne reviendra toutefois dans cette ville qu’en 1612, et conservera ce privilège jusqu’à sa mort.
Ayant reçu l'enseignement anatomique de Hieronymus Fabricius, Girolamo Fabrizi d’Acquapendente (1533-1619) sommité de l'université, spécialiste de l'embryologie et successeur de Vésale - Andries Wytinck van Wesel (1514-1564), il est diplômé médecin à l’Université de Padoue en septembre 1586.
C'est aussi à Padoue qu'il développe son inclination et ses accointances naturalistes ; de cet engouement il apprend à dessiner et à peindre la création, passion qu'il gardera toute sa vie tel le prouveront ses albums sur la flore et la faune qu'il réalisera pour l'empereur entre 1596 et 1610, maintenant déposés au Rijksmuseum Amsterdam.
De Boodt est donc devenu médecin, sa première fonction, celle qui l’attache à l’empereur et qui le lie à l’empire. Il a orienté ses études vers ce domaine et ses prééminences intellectuelles en sont majoritairement issues. Dans le Parfaict Joaillier, le mot maladie est employé près de soixante fois, maux vingt fois, malade vingt-cinq fois ; le mot Médecin toujours en majuscule, au singulier ou pluriel, est utilisé vingt-cinq fois aux fins de certifications de faits médicaux.
Après le décès de Typotius, son implication dans l’édition d’art emblématique du troisième volume du Symbola Varia Diversorum Principum en 1603 - comprenant sur la page de titre le compas dessinant la circonférence du monde - lui confère définitivement sa stature alchimiste hermétique qui lui permet d’être intronisé parmi le premier cercle des courtisans érudits et artistes. À cette période où « le recours au langage allégorique et au symbolisme pictural devient systématique » cet Emblemata restait un élément manquant à la souveraineté de Rodolphe. Toutes les cours européennes avaient peu ou prou obtenu leur impression de cette chimère humaniste reposant sur la réflexion de textes cryptés et d’images psychiques, sur un jeu de répercussions codifiées de devises classiques et d’icônes souvent profanes.
En janvier de l’année 1604 Anselme Boece de Boodt, appointé d'un salaire de 40 florins est nommé conseiller - et surtout médecin personnel de l’empereur - Rodolphi II Roman Imperatoris cubicularius medicus comme le spécifie son portrait par Sadeler. Il conservera ce titre et cette fonction jusqu’à la mort de son protecteur comme l'attestent toutes les pages de titre de ses éditions.
À Prague il s’est initié à l’alchimie. Au XVIe siècle il n’y a pas de séparation bien nette entre science et superstition ; chimie et alchimie forment une série continue et se pratiquent de concert.
Dans son ouvrage principal : Gemmarum et lapidum historia (1609) il fait la description (en 806 pages), parfois curieuse, de plus de 106 gemmes ; il mêle des observations scientifiques (il est un des premiers à s’intéresser systématiquement à la dureté) et les vertus supposées sur la santé lié la fréquentation de ces mêmes pierres. Il y décrit avec soin les différentes méthodes de taille et de meulage sans oublier les considération sur leur valeur économique.
On lui doit la description de :
- Stillatitius lapis (synonyme d'aragonite)
- fluores (synonyme de fluorite)
- Topaze

## Publications
de Boodt a publié en latin et fut traduit en français.
- Symbola Varia Diversorum Principum Cum facili isagoge D. (1603)
- Gemmarum et lapidum historia[3] (1609)
- De Baene des Hemels ende der Deugden (1628)
- Gemmarvm Et Lapidvm Historia (1636) ; seconde édition, post mortem, établie à Leyde par Adrianus Toll
- Florum herbarum ac fructuum selectiorum icones (1640), édité à titre posthume, par son complice Olivier de Wrée - ou Vredius
- Le Parfaict Joaillier, ou Histoire des Pierreries (1644), traduction française établie à Lyon par Jean-Antoine Huguetan
- Gemmarum Et Lapidum Historia. Tertia Editio longe purgatissima. Cui accedunt Ioannis de Laet, Antvverpiani, De Gemmis & Lapidibus libri II. Et Theophrasti liber De Lapidibus, Gr. & Lat. cum brevibus notis (1647) ; tierce édition accompagnée du Traité des pierres de Théophraste et des annotations de Jean de Laet.
- De la Pierre de Crapaut, ou Garatroine (concernant entre autres la mystérieuse pierre appelée crapaudine)
- Pseudodoxia Epidemica (concernant la superstition).